# زمین‌لرزه ۱۹۰۵ ژاپن
زمین‌لرزه ژاپن  در تاریخ ۲ ژوئن ۱۹۰۵ میلادی، برابر با ‎۱۲ خرداد ۱۲۸۴، ساعت ۵:۳۹:۴۲ به زمان یوتی‌سی در ژاپن رخ داد. ژرفای این زلزله ۵۵ کیلومتر بود. بزرگی آن ۷ در مقیاس اعلام شده‌است. زمین‌لرزه به وقت محلی در روز جمعه، ساعت ۱۴ روی داده و منطقه زمانی آن یوتی‌سی +۹ بوده‌است .
سازمان زمین‌شناسی آمریکا نیز جای این زمین‌لرزه را در مختصات ۳۴°شمالی ۱۳۲°شرقی / ۳۴°شمالی ۱۳۲°شرقی و بزرگی آنرا برابر با ۷٫۸ در مقیاس ریشتر اعلام کرده‌است. ژرفای گزارش شده از سوی این سازمان ۱۰۰ کیلومتر می‌باشد.
شمار کشتگان زلزله حدود ۱۱ نفر بوده‌است. تعداد زخمیان ۱۷۷ نفر برآورده شده‌است. 